# Bestla
Bestla (altnordisch) ist in der nordischen Mythologie eine Riesin (Jötunn), die sowohl in der eddischen Literatur als auch in der Skaldik als Mutter Odins gilt. Zusammen mit Borr hat Bestla insgesamt drei Söhne, neben Odin noch Vili und Vé. Sie ist die Tochter des Riesen Bölthorn und hat einen Bruder, dessen Name nicht genannt wird, von dem Odin aber seine Zauberlieder lernte. Vielleicht handelt es sich dabei um den Riesen Mimir, der eine enge Bindung zu Odin hat, die zur vertraulichen Stellung eines Oheims (Mutterbruder) passen würde.
Den Namen Bestlas kann man nicht mehr genau übersetzen. Für R. Simek drückt sich dadurch das hohe Alter des Namens aus. Man deutet den Namen entweder als „Geliebte“, als „Bast(spenderin)“ oder ähnlich hierzu als „Borke“.
F.R. Schröder erschloss sich Bestla als Eibengöttin. Seiner Meinung nach wurden im germanischen Baumkult ursprünglich chthonische Göttinnen verehrt, die in engem Zusammenhang mit der Fruchtbarkeit standen. Von Ask und Embla, den ersten beiden Menschen, heißt es vergleichbar, dass sie von Bäumen abstammen. Jedoch lehnt man W. Hunkes Vorschlag, in Bestla einen Baum zu sehen, der Odin gebar, als zu weit gehend ab.